# Rischiatutto (programma televisivo 2016)
Rischiatutto è stato un programma televisivo italiano di genere telequiz del 2016. Era il remake dell'omonimo quiz televisivo condotto negli anni settanta da Mike Bongiorno.
Il programma ha avuto inizio nell'aprile 2016, con due puntate speciali su Rai 1 il 21 e 22 aprile con la conduzione di Fabio Fazio e la partecipazione di Ludovico Peregrini alias il "Signor No". È proseguito poi in prima serata su Rai 3 dal 27 ottobre al 22 dicembre 2016, per nove puntate.
Il programma è andato in onda in diretta dallo studio M2 del Centro di produzione Rai di Milano di via Mecenate.

## Il programma
Il telequiz riproponeva fedelmente il format della trasmissione condotta da Mike Bongiorno negli anni settanta, a sua volta derivata dal programma statunitense Jeopardy! La scenografia dello studio è la stessa della versione originale; ripresi dall'originale sono anche i jingle, la grafica e la musica della sigla (i disegni sono stati solamente colorati) di Sandro Lodolo.
Il programma era condotto da Fabio Fazio, affiancato da una valletta scelta a rotazione tra differenti attrici italiane. Autore e co-presentatore (nonché capo dei giudici di gara) è Ludovico Peregrini, già autore e giudice delle prime edizioni del quiz.
Il lancio è avvenuto nei giorni 21 e 22 aprile 2016, allorché su Rai 1 sono andate in onda due puntate speciali: la prima è stata una sfida a squadre tra ex vincitori delle prime edizioni del programma (Giuliana Longari, Andrea Fabbricatore, Maria Luisa Migliari ) e personaggi di spicco del mondo dello spettacolo italiano (Maria De Filippi, Christian De Sica e Fabio De Luigi; Lorella Cuccarini, Fabrizio Frizzi e Vincenzo Salemme); la somma vinta in tale circostanza è stata devoluta in beneficenza. La seconda puntata ha invece visto concorrere i primi partecipanti selezionati allo scopo.

### Quasi quasi... Rischiatutto - Prova pulsante
La messa in onda del programma è stata preceduta dal 14 febbraio al 15 aprile 2016 da una striscia quotidiana di 10 minuti intitolata Quasi quasi... Rischiatutto - Prova pulsante, in onda su Rai 3 dal lunedì al venerdì in fascia preserale e la domenica in coda alle puntate di Che tempo che fa. In ciascuna puntata vengono mostrati i provini di 2 o 3 aspiranti concorrenti dei 1600 autocandidati, i quali devono affrontare domande di cultura generale postegli dal conduttore Fabio Fazio e dal giudice di gara Ludovico Peregrini e domande specifiche da parte di uno dei 22 esperti di settore a seconda della materia di competenza portata. Solo in 50 verranno selezionati per partecipare come concorrenti alle puntate autunnali di Rischiatutto.

### Rischiatutto - La storia
Il 27 ottobre 2016 è andato in onda uno special di 30 minuti intitolato Rischiatutto - La storia, dove vengono intervistati vecchi concorrenti (Giuliana Longari, Andrea Fabbricatore, Elisabetta Meucci e Angelo Cillo) e Ludovico Peregrini, scandita da brani tratti da La versione di Mike letti da Fiorello. Un secondo speciale è andato in onda il 13 dicembre 2016 sempre su Rai 3 con un'intervista a Nicolò Bongiorno.

## Regole del gioco

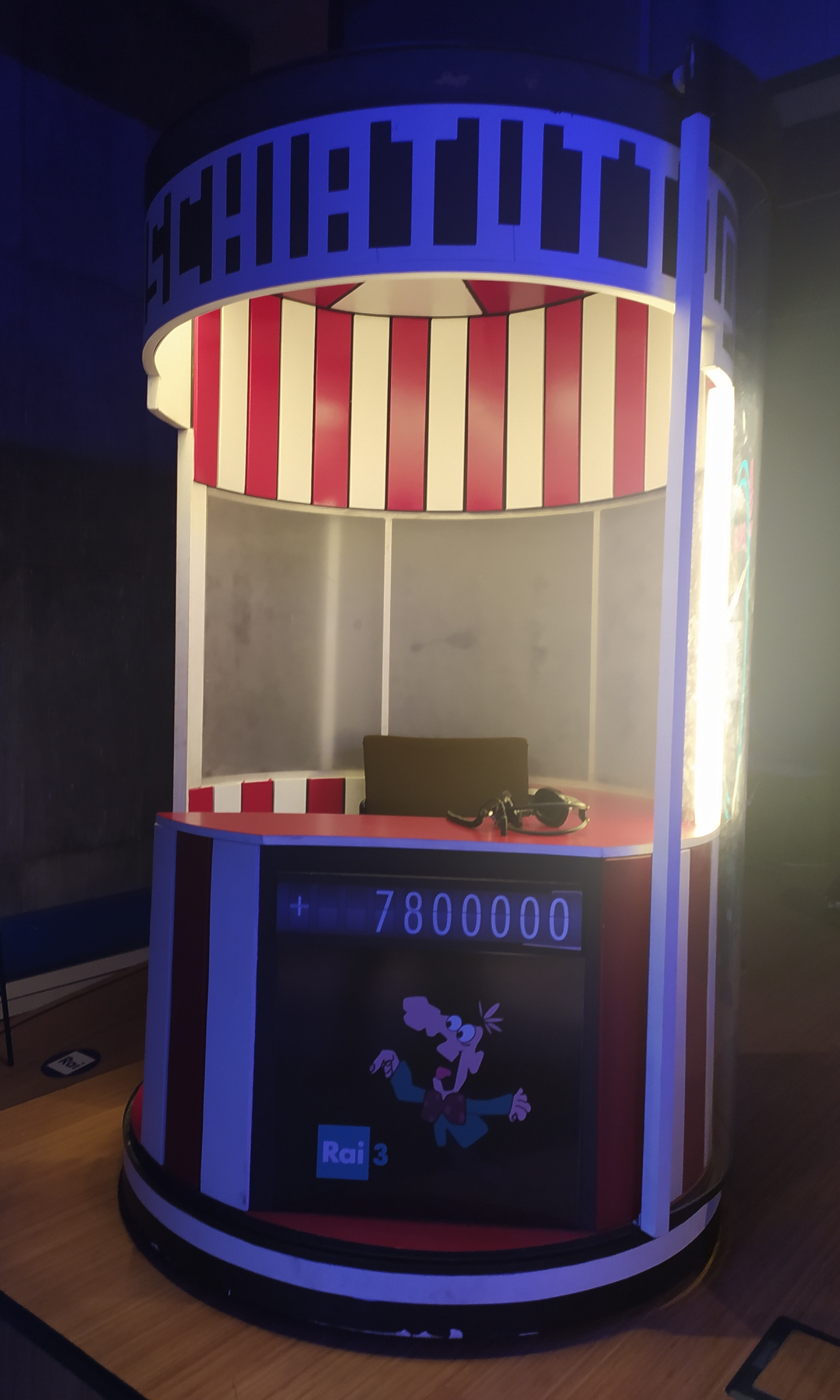
La cabina riservata al concorrente, identica a quella utilizzata nel Rischiatutto originale degli anni 70

### Le domande preliminari
Ad ogni puntata partecipano tre concorrenti che affrontano singolarmente dieci domande preliminari tratte dai testi indicati dai concorrenti a cui si deve rispondere in cinque secondi su una materia da loro scelta. Per ogni risposta esatta il concorrente incrementa il proprio montepremi individuale di 3.000 €.
Al termine di questa fase, il concorrente che avrà totalizzato il montepremi più alto sarà il primo a scegliere la domanda del tabellone. In caso di parità, si procederà al lancio della monetina.

### Il tabellone
La fase del tabellone prevede domande su sei materie diverse. A ogni puntata è presente in studio un ospite famoso a cui è associato l'argomento fisso "materia vivente" che prevede domande relative proprio all'ospite della serata. Il tabellone è diviso in sei colonne (una per ciascuna materia) da sei domande ciascuna, ognuna di valore diverso, per un totale di 36 caselle. I tre concorrenti, chiusi in tre cabine contigue, si sfidano scegliendo di volta in volta la materia e il valore della domanda. La scelta spetta al concorrente che ha risposto esattamente alla domanda precedente ma il diritto di risposta avviene su prenotazione. Risponde chi si prenota per primo, anche senza aver ascoltato l'intera formulazione della domanda. Il tempo per rispondere ad una domanda è di 10 secondi. In caso di risposta errata, può rispondere il secondo concorrente che si è prenotato. Se ad una domanda del tabellone non si prenota nessuno dei tre concorrenti o tutti e tre danno una risposta errata, la scelta della domanda successiva spetta al concorrente che in quel momento possiede il montepremi minore in valore positivo (i concorrenti con montepremi negativo non hanno tale possibilità). 
Per ogni materia, le sei caselle hanno i seguenti valori: 1.000 €, 2.000 €, 3.000 €, 4.000 €, 5.000 € e 10.000 €. Di queste caselle, quattro prevedono una domanda diretta, mentre due sono caselle speciali: la casella "Jolly" e la casella "Rischio". La casella "Jolly" consente di incassare il montepremi associato senza dover rispondere a nessuna domanda. La casella "Rischio" prevede che il concorrente effettui una puntata a sua scelta (da un minimo di 3.000 € fino all'intero montepremi in suo possesso), avendo a disposizione 30 secondi per dare la risposta. In caso di risposta esatta, il concorrente si aggiudica la somma puntata o quella del valore della domanda, altrimenti lo stesso importo gli verrà detratto dal montepremi, modificando così la classifica momentanea.
Rispetto all'edizione storica, il programma introduce due nuove caselle speciali: la casella "web" e la casella "Mike". La prima concede al concorrente la possibilità di trovare la risposta entro 30 secondi servendosi dell'aiuto di un computer portatile dove se il giocatore si avvale della tecnologia e sbaglia perderà il doppio del valore della domanda, mentre la seconda propone una domanda posta dallo stesso Mike Bongiorno attraverso filmati d'epoca della trasmissione, che se risposta esattamente devolverà il doppio del valore della casella in cui è situata ad alcuni dei progetti della Fondazione Mike Bongiorno.
Al termine di questa fase, i concorrenti che hanno a disposizione un montepremi superiore a zero saranno ammessi a partecipare al raddoppio finale.

### Il raddoppio finale
Nella fase finale del "raddoppio", ogni concorrente singolarmente, isolato in un'apposita cabina, deve rispondere a domande multiple sulla propria materia di competenza in un tempo massimo di un minuto scegliendo fra tre buste. Se il concorrente riesce a rispondere in maniera esatta alla serie di domande, raddoppia il montepremi in suo possesso ma se risponde in maniera errata anche ad una sola delle domande poste perde tutto.
Al termine del raddoppio, il concorrente che ha accumulato più soldi viene proclamato campione e acquisisce il diritto a tornare nella puntata successiva per difendere il titolo.  Ai due concorrenti sconfitti, invece, viene data in omaggio una scatola del gioco Rischiatutto e un gettone d'oro del valore di 1.000 euro.
In caso di parità, se nessuno dei tre concorrenti rispondesse esattamente alle domande in cabina o ci fosse un ex aequo sulle cifre vinte, si procede con le domande di spareggio dove viene proclamato campione in carica chi risponde esattamente al maggior numero di domande.
A questa fase partecipano solo i concorrenti che hanno accumulato il montepremi con un valore in positivo, nel caso uno dei concorrenti abbia un valore negativo è automaticamente eliminato.

## Concorrenti
- 1ª puntata: Stefano Orofino (storia della Juventus), Roberta Grandi (Marilyn Monroe), Guido Ennio Molinari (Musica sinfonica classica)
- 2ª puntata: Stefano Orofino, Alicia Ambrosini (Frida Kahlo), Matteo Orsenigo (storia degli Stati Uniti)
- 3ª puntata: Alicia Ambrosini, Marco Ubezio (Regina Elisabetta II d'Inghilterra), Armando Vitolo (Alberto Sordi)
- 4ª puntata: Armando Vitolo, Lia Tolomelli (Alfred Hitchcock), Michele Parisi (Divina Commedia)
- 5ª puntata: Michele Parisi, Laura Galli (Storia del Titanic), Alessandro Ferrari (Maria Callas)
- 6ª puntata: Alessandro Ferrari, Barbara Pastorino (Odissea), Fabrizio Saracino (Campionato del mondo di ciclismo su strada maschile)
- 7ª puntata: Barbara Pastorino, Pier Mario Pagani (Sherlock Holmes), Giuseppe Luca Pentassuglia (Storia della Nazionale Italiana di Calcio)
- 8ª puntata: Giuseppe Luca Pentassuglia, Anna Grazia Rosaria Gerardi (Napoleone Bonaparte), Giampiero Domenico Colombi (Storia romana dalle origini alla caduta dell’Impero d’Occidente)
- 9ª puntata: Stefano Orofino, Armando Vitolo, Giuseppe Luca Pentassuglia

## Campioni di Rischiatutto
| Puntata in diretta        | Campione                   | Età | Città        | Occupazione                            | Materia                                  | Vincita   |
| ------------------------- | -------------------------- | --- | ------------ | -------------------------------------- | ---------------------------------------- | --------- |
| 22 aprile 2016            | Stefano Orofino            | 42  | Cleto (CS)   | Professore di storia e filosofia       | Storia della Juventus                    | 132.000 € |
| 27 ottobre 2016           | Stefano Orofino            | 42  | Cleto (CS)   | Professore di storia e filosofia       | Storia della Juventus                    | 130.000 € |
| 3 novembre 2016           | Alicia Ambrosini           | 41  | Milano       | Tatuatrice                             | Vita ed opere di Frida Kahlo             | 0 €       |
| 10 novembre 2016          | Armando Vitolo             | 40  | Latina       | Pubblicitario                          | Alberto Sordi                            | 174.000 € |
| 17 novembre 2016          | Michele Parisi             | 25  | Livorno      | Studente                               | Divina Commedia                          | 144.000 € |
| 24 novembre 2016          | Alessandro Ferrari         | 38  | Adria (RO)   | Ingegnere                              | Maria Callas                             | 100.000 € |
| 1º dicembre 2016          | Barbara Pastorino          | 46  | Varallo (VC) | Impiegata                              | Odissea                                  | 130.000 € |
| 8 dicembre 2016           | Giuseppe Luca Pentassuglia | 30  | Perugia      | Funzionario dell'Agenzia delle Entrate | Nazionale italiana ai mondiali di calcio | 138.000 € |
| 15 dicembre 2016          | Giuseppe Luca Pentassuglia | 30  | Perugia      | Funzionario dell'Agenzia delle Entrate | Nazionale italiana ai mondiali di calcio | 108.000 € |
| 22 dicembre 2016 (Finale) | Giuseppe Luca Pentassuglia | 30  | Perugia      | Funzionario dell'Agenzia delle Entrate | Nazionale italiana ai mondiali di calcio | 136.000 € |

## Puntate

### Puntate speciali - Rai 1
| Puntata | Messa in onda  | Telespettatori | Share  | Valletta      | Materia Vivente |
| ------- | -------------- | -------------- | ------ | ------------- | --------------- |
| 1       | 21 aprile 2016 | 7 537 000      | 30,79% | Matilde Gioli | Alberto Tomba   |
| 2       | 22 aprile 2016 | 7 204 000      | 28,82% | Matilde Gioli | Fiorello        |
| Media   | Media          | 7 370 000      | 29,80% |               |                 |

### Puntate intere - Rai 3
In diretta ogni giovedì alle 21:15 per 9 puntate.
| Puntata | Messa in onda    | Telespettatori | Share  | Valletta               | Materia Vivente          |
| ------- | ---------------- | -------------- | ------ | ---------------------- | ------------------------ |
| 1       | 27 ottobre 2016  | 3 501 000      | 13,81% | Matilde Gioli          | Carlo Verdone            |
| 2       | 3 novembre 2016  | 2 828 000      | 10,90% | Cristiana Capotondi    | Ornella Muti             |
| 3       | 10 novembre 2016 | 2 654 000      | 10,60% | Silvia D'Amico         | Giorgio Panariello       |
| 4       | 17 novembre 2016 | 2 841 000      | 11,21% | Margareth Madè         | Cochi e Renato           |
| 5       | 24 novembre 2016 | 2 811 000      | 10,84% | Simona Tabasco         | Claudio Bisio            |
| 6       | 1º dicembre 2016 | 2 733 000      | 11,00% | Valeria Bilello        | Alessandro Del Piero     |
| 7       | 8 dicembre 2016  | 2 468 000      | 10,23% | Carolina Crescentini   | Terence Hill             |
| 8       | 15 dicembre 2016 | 2 542 000      | 10,88% | Greta Scarano          | Aldo, Giovanni e Giacomo |
| 9       | 22 dicembre 2016 | 2 584 000      | 11,10% | Alessandra Mastronardi | Luciana Littizzetto      |
| Media   | Media            | 2 773 000      | 11,17% |                        |                          |

## Sigla
La sigla di coda del programma era Buena fortuna di Raphael Gualazzi e Malika Ayane. Quella di testa era quella della versione di Mike Bongiorno.